# شبکه جهانی

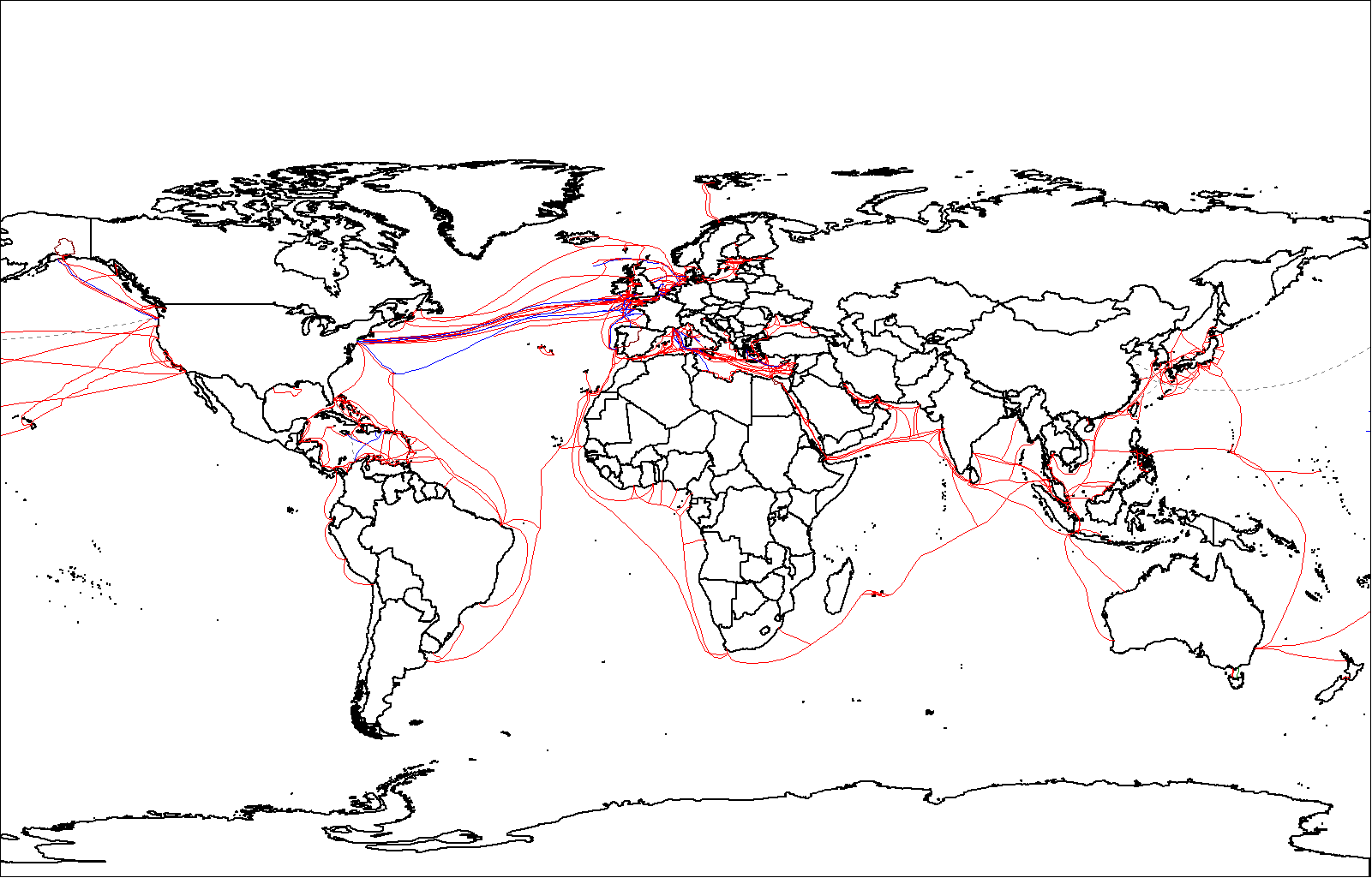
کابل های زیردریایی جهانی در سال 2007

شبکه جهانی (به انگلیسی : global network)به هر شبکه ارتباطی میگویند که سراسر زمین را در بر گیرد. این اصطلاح همانطور که در این مقاله استفاده می شود، به روشی محدودتر به شبکه های ارتباطی دو طرفه مبتنی بر فناوری اشاره دارد. شبکه های اولیه مانند پست بین المللی و شبکه های ارتباطی یک طرفه، مانند رادیو و تلویزیون ، در جای دیگری توضیح داده شده اند.
اولین شبکه جهانی با استفاده از تلگراف الکتریکی به وجود امد و در سال 1899 پوشش جهانی به دست آمد. شبکه تلفن دومین شبکه ای بود که در دهه 1950 به جایگاه جهانی دست پیدا کرد. اخیراً، شبکه های آی پی(IP) به هم پیوسته ( اینترنت به عنوان بخش عمده آن ، با تخمین 2.5 میلیارد کاربر در سال 2014  )، و شبکه ارتباطات سیار GSM (با بیش از 6 میلیارد کاربر در سراسر جهان در سال 2014) بزرگترین شبکه های جهانی را تشکیل می دهند.

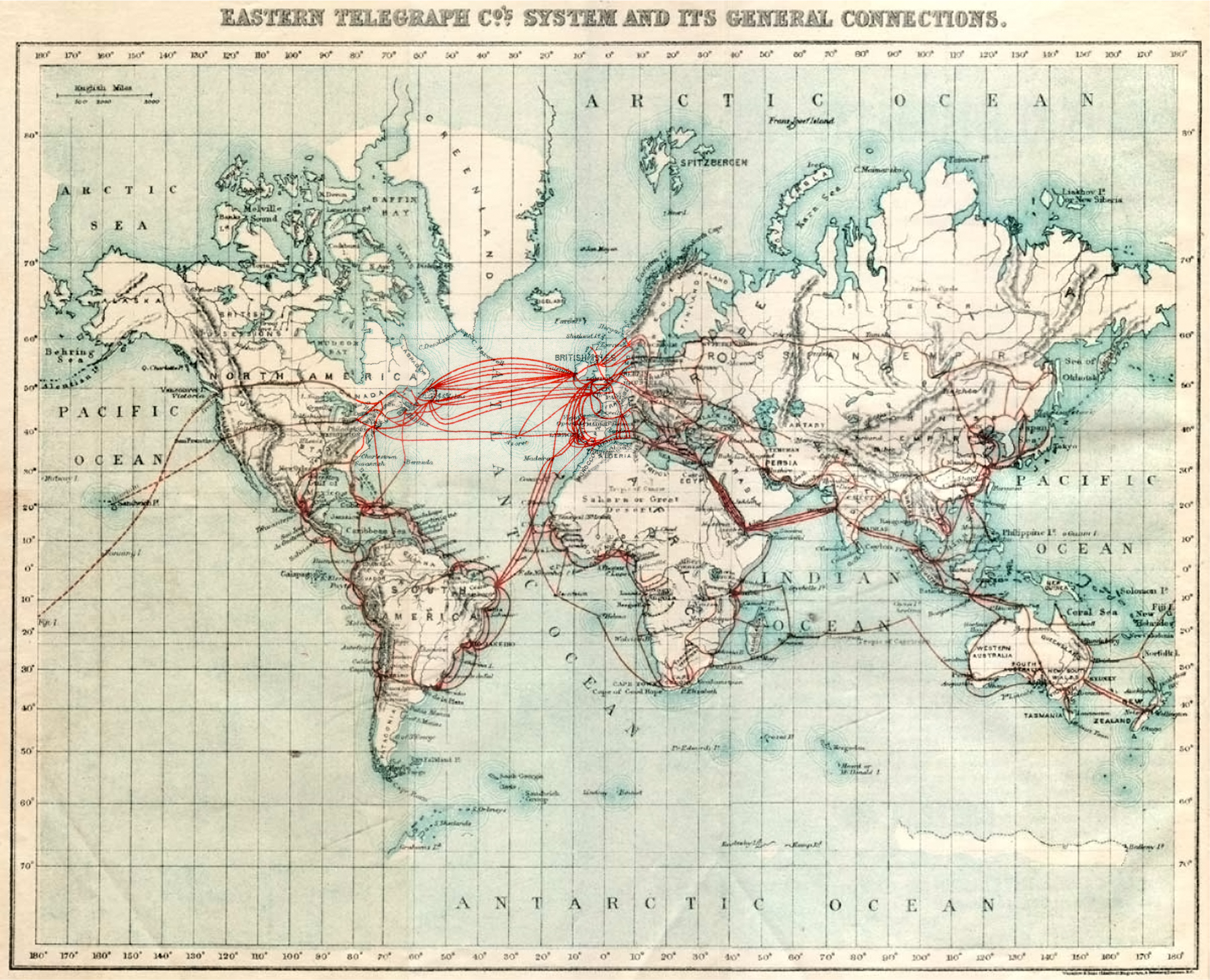
شبکه کابلی تلگراف شرقی در سال 1901

راه‌اندازی شبکه‌های جهانی تلاش‌های بسیار پرهزینه و طولانی برای چندین دهه نیاز دارد . اتصالات پیچیده، دستگاه های سوئیچینگ و مسیریابی ، استقرار حامل های فیزیکی اطلاعات، مانند کابل های زمینی و زیردریایی و ایستگاه های زمینی باید در این عمل راه اندازی شوند. علاوه بر این، پروتکل‌های ارتباطی بین‌المللی، قوانین و موافقت‌نامه‌ها نیز دخیل هستند.
شبکه‌های جهانی همچنین ممکن است به شبکه‌هایی از افراد (مانند دانشمندان )، جوامع (مانند شهرها ) و سازمان‌ها (مانند سازمان‌های مدنی ) در سراسر جهان اشاره کند که شاید بعنوان مثال برای مدیریت، کاهش و حل مسائل جهانی شکل گرفته باشند.

## شبکه های جهانی ماهواره ای
ماهواره های ارتباطی بخش مهمی از شبکه های جهانی هستند. با این حال، صورت فلکی ماهواره‌ای جهانی در مدار پایین زمین (LEO) وجود دارد، مانند ایریدیوم ,گلوبال استار و اوربکام(به انگلیسی: Orbcomm) که از ماهواره های مشابه تشکیل شده‌اند که در موقعیت‌هایی با فاصله منظم در مدار قرار می‌گیرند و یک شبکه توری را تشکیل میدهند که گاهی مستقیماً اطلاعات را میان خود ارسال و دریافت می‌کنند.  با استفاده از فناوری وی اس ای تی (VSAT)، دسترسی به اینترنت ماهواره ای امکان پذیر شده است.

## شبکه های بی سیم موبایل
تخمین زده می شود که 80 درصد بازار جهانی موبایل از استاندارد جی اس ام (به انگلیسی:GSM) استفاده می کند که در بیش از 212 کشور و منطقه وجود دارد. فراگیر بودن آن باعث می شود رومینگ بین المللی بین اپراتورهای تلفن همراه بسیار رایج باشد و مشترکین را قادر می سازد از تلفن های خود در بسیاری از نقاط جهان استفاده کنند. برای دستیابی به این هدف، این شبکه‌ها باید از طریق توافق‌های همتا به همتا به یکدیگر متصل شوند و به همین دلیل، شبکه جی اس ام واقعاً یک شبکه جهانی است.

## اتصال شبکه
شبکه‌های ارتباطی تلگراف و تلکس به تدریج حذف شده‌اند، بنابراین اتصال بین شبکه‌های جهانی موجود در چندین نقطه از جمله بین شبکه‌های تلفن صوتی و شبکه های داده دیجیتال و بین این شبکه‌ها و شبکه‌های ماهواره‌ای ایجاد می‌شود. بسیاری از برنامه ها اکنون در چندین شبکه مانند وی او آی پی (انتقال صدا از طریق پروتکل اینترنت (VoIP)) اجرا می شوند. شبکه‌های ارتباطات همراه (صدا و داده) نیز به شدت به هم مرتبط هستند، زیرا بیشتر تلفن‌های همراه قرن ۲۱ قابلیت انتقال صدا و داده (مانند مرور اینترنت و ارسال ایمیل) را دارند.
شبکه های جهانی دیجیتال به ظرفیت حمل زیادی در ستون فقرات اصلی خود نیاز دارند که این امر در حال حاضر توسط کابل های فیبر نوری به دست می آید.

## تاثیر اجتماعی و اقتصادی
جامعه شناس کانادایی مارشال مک لوهان اولین کسی بود که تأثیر عظیم محیط شبکه های جهانی را بر جامعه پیش بینی کرد و اصطلاح دهکده جهانی را ابداع کرد. با این حال، کار او به شبکه‌های رادیویی و تلویزیونی که شبکه‌های پخش (یک طرفه) هستند مربوط بود که پیش از تأثیر بسیار بزرگ‌تر اینترنت مطرح شده بودند. 
شبکه های جهانی ارتباطات انسانی را چندین بار متحول کرده اند. اولین چیزی که این کار را کرد تلگراف الکتریکی بود. تأثیر آن چنان زیاد بود که آن اینترنت ویکتوریایی لقب گرفته است. با ظهور رادیو تلگراف ، و با استفاده از پیام های متنی که با استفاده از دستگاه های تلکس انجام میگرفته است ، پوشش آن بارها گسترش یافت.
اینترنت و شبکه‌های ارتباطی سیار به لطف ویژگی‌های اساسی آن مانند قابلیت استفاده و دسترسی گسترده و ارتباط فوری و آنی از هر نقطه متصل به نقطه دیگر، شکل کاملاً جدیدی از تعامل اجتماعی ، فعالیت‌ها و سازمان‌دهی را ممکن ساخته است. بنابراین، تأثیر اجتماعی آن بسیار زیاد بوده و هنوز هم هست.در نهایت، تأثیر ان بر حاکمیت به صورت قابل توجهی تسهیل کننده ظهور «شبکه های سیاست فراملی» بوده است.

## همچنین ببینید:
- تاریخچه مخابرات
  - تاریخچه اینترنت
  - تاریخچه رادیو
  - تاریخچه تلویزیون
  - تاریخچه تلفن
  - تاریخچه تلگراف
- مخابرات سیار
- شبکه های کامپیوتری
- پروتکل ارتباطی
- معماری شبکه
- موقعیت یابی شبکه جهانی
- اینترنت کوانتومی
- تلفن
- کابل فیبر نوری
- تلگراف